# جيري كيسي
جيري كيسي (بالإنجليزية: Gerry Casey)‏ (25 أغسطس 1941 في المملكة المتحدة) هو لاعب كرة قدم بريطاني في مركز الوسط. لعب مع نادي ترانمير روفرز لكرة القدم.

## وصلات خارجية
- جيري كيسي على موقع قاعدة بيانات كرة القدم.إي يو (الإنجليزية)